# Hypopyra fasciata
Hypopyra fasciata là một loài bướm đêm trong họ Erebidae.